# Victor Hamel
Pour l’article homonyme, voir Hamel.
Victor Émile Augustin Hamel (1832-1895) est un dessinateur, graveur aquafortiste et peintre français, spécialisé dans la représentation de Fécamp.

## Biographie
Né à Fécamp le 15 mai 1832, il est l'élève du dessinateur et journaliste militant Paul Vasselin, dont la personnalité va marquer le jeune-homme : alors âgé d'à peine vingt ans, Victor est le témoin de la mise au ban par le nouveau régime impérial de son maître, ultrarépublicain, qui par contrecoup, va abandonner la politique. 
Hamel est ensuite formé à la gravure par Edmond Hédouin. Il se fait connaître dès 1859 par des gravures exposées à la Société des beaux-arts de Caen.
Il ne quitte pratiquement pas Fécamp où il travaille toute sa vie. L'essentiel de son œuvre comprend des gravures, dont une cinquantaine d'eaux-fortes, incluant une suite comprenant seize pièces publiée par Alfred Cadart dans L'Illustration nouvelle (1869-1882), montrant des paysages et des scènes de genre du pays de Fécamp. Il a réalisé également de nombreuses estampes de la côte Normande et quelques marines bretonnes. Il fréquente les peintres Philippe Rousseau, Jean-Georges Vibert, Jean-François Millet et surtout Gustave Doré, dont il gravera certains dessins.
Il expose à Paris au Salon à partir de 1868 — à cette époque il est dit habiter à Fécamp, 54 quai des Pilotes —, des dessins à la plume, puis des gravures, et devient membre à partir de 1881 de la Société des artistes français.
À partir de 1890, il collabore à une dizaine d'ouvrages illustrés, notamment pour l'éditeur Pierre-Jules Hetzel sur des ouvrages de Jules Verne.
Il décède à Fécamp le 19 mars 1895,.
Ses gravures et dessins se trouvent au Musée de Fécamp et au Victoria & Albert Museum de Londres.